# Congiunzione (Magic)
(Dal testo di colore delle Strategie Alleate)
Congiunzione (Planeshift in inglese) è un'espansione del gioco di carte collezionabili Magic: l'Adunanza, edito da Wizards of the Coast. In vendita in tutto il mondo dal 5 febbraio 2001, è il secondo set di tre del blocco di Invasione, che comprende anche Invasione e Apocalisse.

## Ambientazione
(Bo Levar, viandante dimensionale)
L'invasione di Dominaria da parte delle macchine assassine di Phyrexia continua. I phyrexiani rilasciano nell'atmosfera delle spore pestilenziali che decimano la popolazione. La ciurma della nave volante Cavalcavento ottiene alcune importanti vittorie ma il piano dimensionale artificiale di Rath si sovrappone a Dominaria, riversando nel mondo innumerevoli schiere di phyrexiani pronti a combattere. Mentre le sorti della guerra volgono in favore degli invasori, Urza e Gerrard raggiungono il santuario in cui dimora Yawgmoth, ma finiscono per lottare fra di loro in un duello all'ultimo sangue.
(Dal testo di colore della Colpevolezza di Urza)

## Caratteristiche
Congiunzione è composta da 143 carte, stampate a bordo nero, così ripartite:
- per colore: 19 bianche, 19 blu, 19 nere, 19 rosse, 19 verdi, 35 multicolori, 5 incolori, 8 terre.
- per rarità: 55 comuni, 44 non comuni e 44 rare.

Il simbolo dell'espansione è un portale turbinante, e si presenta nei consueti tre colori a seconda della rarità: nero per le comuni, argento per le non comuni, e oro per le rare.
Congiunzione è disponibile in bustine da 15 carte casuali e in 4 mazzi tematici precostituiti da 60 carte ciascuno:
- Barrage (verde/rosso)
- Comeback (bianco/blu/nero)
- Scout (verde/bianco/rosso)
- Domain (Bianco/blu/nero/rosso/verde)

Tre carte rare leggendarie si potevano trovare nelle bustine in una doppia versione olografica, la prima era la versione olografica della carta normale, la seconda una carta speciale con una diversa illustrazione. Era dai tempi di Alleanze che nelle bustine di una stessa espansione non si potevano trovare due versioni di una medesima carta con illustrazioni differenti. Ecco l'elenco:
- Ertai, il Corrotto
  - versione normale illustrata da Mark Tedin
  - versione speciale illustrata da Kev Walker
- Nave Volante Cavalcavento
  - versione normale illustrata da Mark Tedin
  - versione speciale illustrata da Kev Walker
- Tahngarth, Eroe Talruum
  - versione normale illustrata da Dave Dorman
  - versione speciale illustrata da Kev Walker

### Prerelease
Congiunzione fu presentata in tutto il mondo durante i tornei di prerelease il 27 gennaio 2001, in quell'occasione venne distribuita una speciale carta olografica promozionale: il Phelddagrif in Missione, che presentava il nome e il testo della carta in greco antico. È stata la seconda carta promozionale delle prerelease su tre a essere stampata in una lingua morta.

### Ristampe
Nessuna carta del set è stata ristampata da espansioni precedenti.

## Novità
In questo set, contrariamente a quanto avviene di solito, non sono presentate nuove abilità delle carte, ma solo un nuovo tipo di terra. Vengono invece ulteriormente sviluppate le meccaniche del set precedente, ovvero le magie multicolori e l'abilità Potenziamento.

### Tane
(Dal testo di colore del Terminare)
Cinque terre di Congiunzione sono in realtà le tane dei cinque draghi leggendari di Invasione. Queste carte hanno il sottotipo Tana, benché sia molto raro che una terra non base abbia un suo sottotipo, questo potrebbe aprire nuove possibilità ai fini del gioco, ma ad oggi non sono ancora state stampate carte che possano interagire con questo tipo di terra in quanto tale fuorché le tane stesse. Ognuna di queste terre è in grado di produrre i tre tipi di mana differenti che fanno parte del costo di lancio del drago che la abita. Ecco la lista dei draghi leggendari con rispettivi giacigli:
- Treva, il Rinnovatore
  - Rovine di Treva
- Dromar, l'Esiliatore
  - Caverna di Dromar
- Crosis, l'Epuratore
  - Catacombe di Crosis
- Darigaaz, l'Infiammatore
  - Calderone di Darigaaz
- Rith, il Risvegliatore
  - Boschetto di Rith